# Eerste Oost-Turkestaanse Republiek

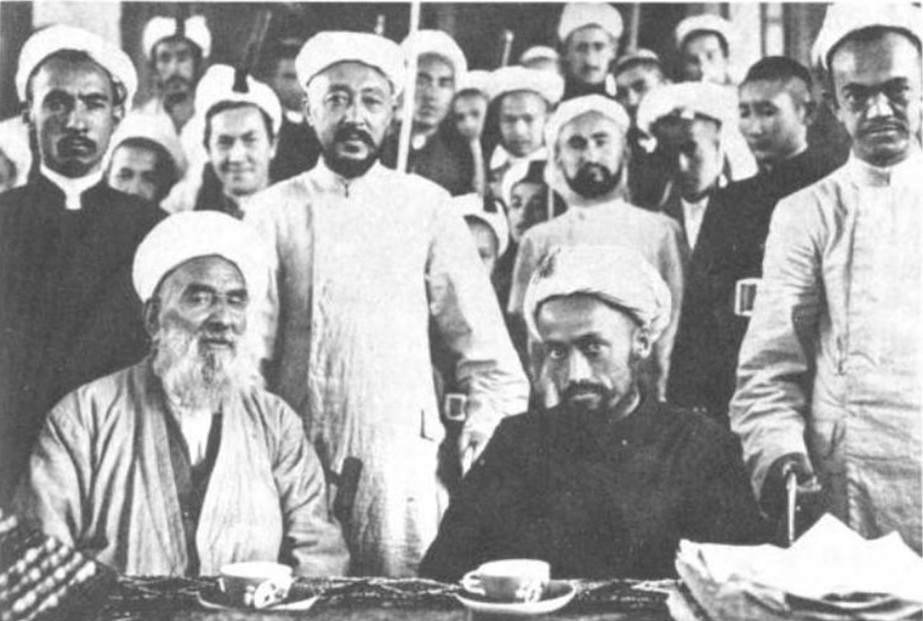
Het bestuur van de Republiek in Hotan, 1933

De Eerste Oost-Turkestaanse Republiek (ETR) (of Turkse Islamitische Republiek Oost-Turkestan) was een constitutionele republiek die haar onafhankelijkheid verklaarde op 2 november 1933. Het gebied lag rondom de stad Kashgar in de huidige provincie Sinkiang. De republiek bestond niet lang en werd in 1934 opgeheven, maar legde tot op zekere hoogte de grondbeginselen voor de Tweede Oost-Turkestaanse Republiek, die een decennium later werd uitgeroepen en het vijf jaar uithield.
De ETR vormde ook daarna een inspiratie voor de Oeigoeren die nu nog steeds vechten voor een onafhankelijk Oost-Turkestan.

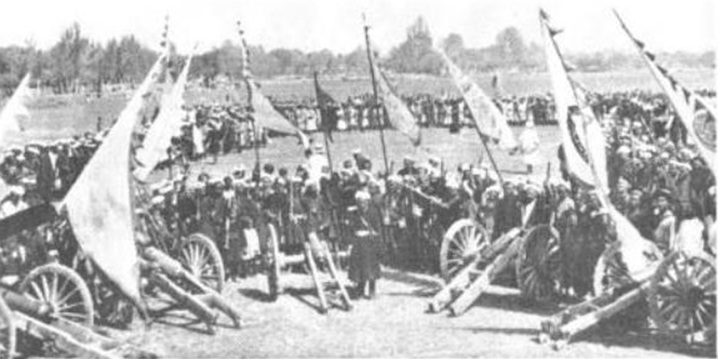
Het leger van Hotan, 1932